# Hospital de Sant Joan Despí Moisès Broggi
L'Hospital de Sant Joan Despí Moisès Broggi és a Sant Joan Despí a la comarca del baix Llobregat, a la província de Barcelona. Va ser estrenat el febrer de 2010, fruit d'una inversió del l Departament de Salut de la Generalitat de Catalunya.
És el primer hospital del seu nivell que naixia de zero a Catalunya.
L'hospital pertany al Sistema Sanitari Integral d'utilització pública (SISCAT) de Catalunya i és un centre proveïdor del Servei Català de la Salut.
L'Hospital General de l'Hospitalet, l'Hospital Sociosanitari de l'Hospital i l'Hospital de Sant Joan Despí funcionen com un únic centre, el Complex Hospitalari Universitari Moisès Broggi, tots del Consorci Sanitari Integral. El Complex ha adquirit el 2022 la condició d'hospital universitari de la Universitat de Barcelona (UB).

Panoràmica de l'Hospital de Sant Joan Despí

El nom del centre hospitalari ve donat en honor al metge català Moisès Broggi (1908-2012). Broggi amb 102 anys va participar en l'acte inaugural, celebrat el 27 de febrer de 2010.

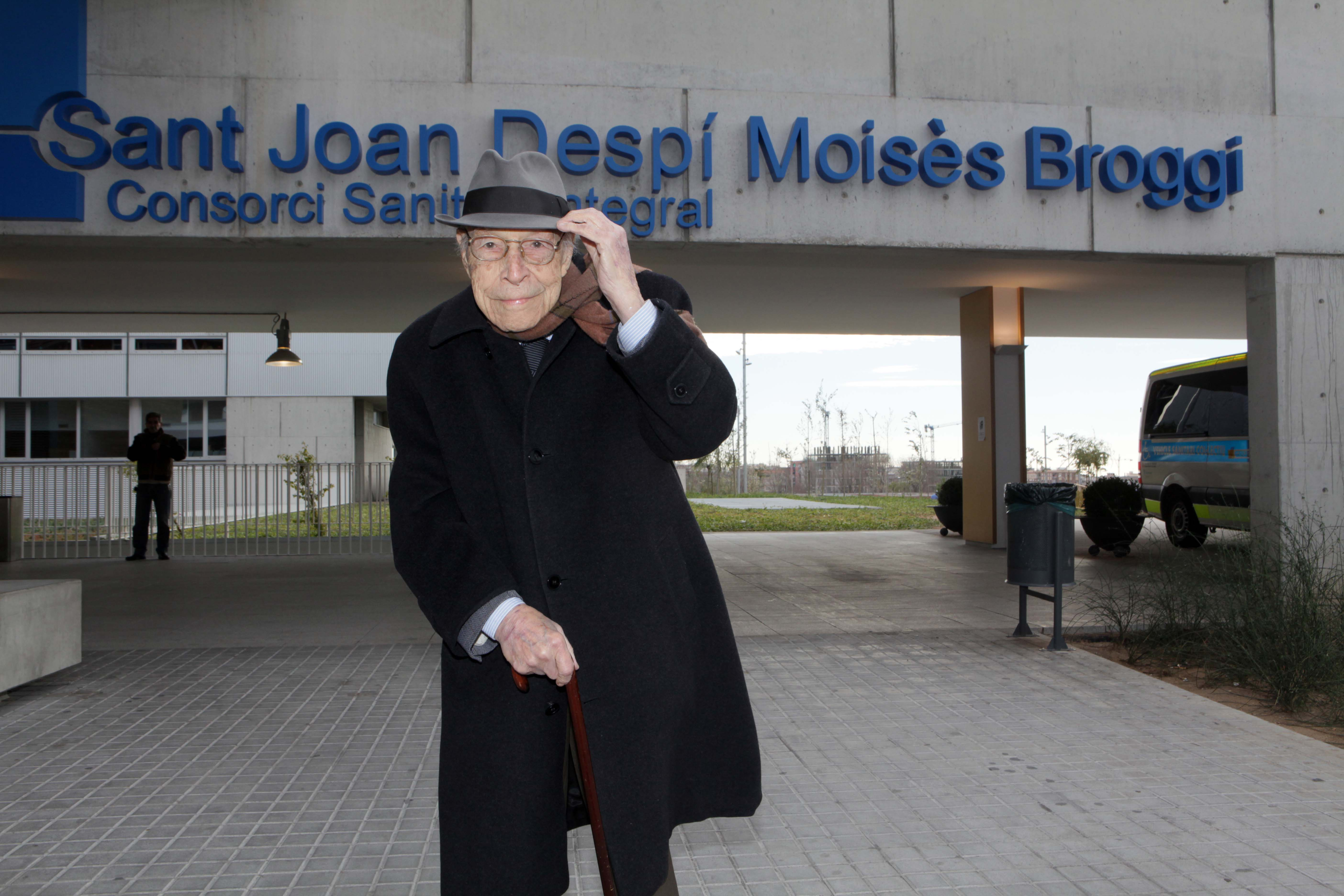
El metge Moisès Broggi davant l'Hospital de Sant Joan Despí que porta el seu nom

L'Hospital gestiona el Centres d'Atenció Especialitzada de Sant Feliu (CAE Sant Feliu) i de Cornellà (CAE Cornellà). S'hi treballa amb personal i metodologia de l'hospital, la qual cosa facilita l'accés als pacients i alhora una millor sistemàtica de treball coordinada amb l'hospital.

## Referències

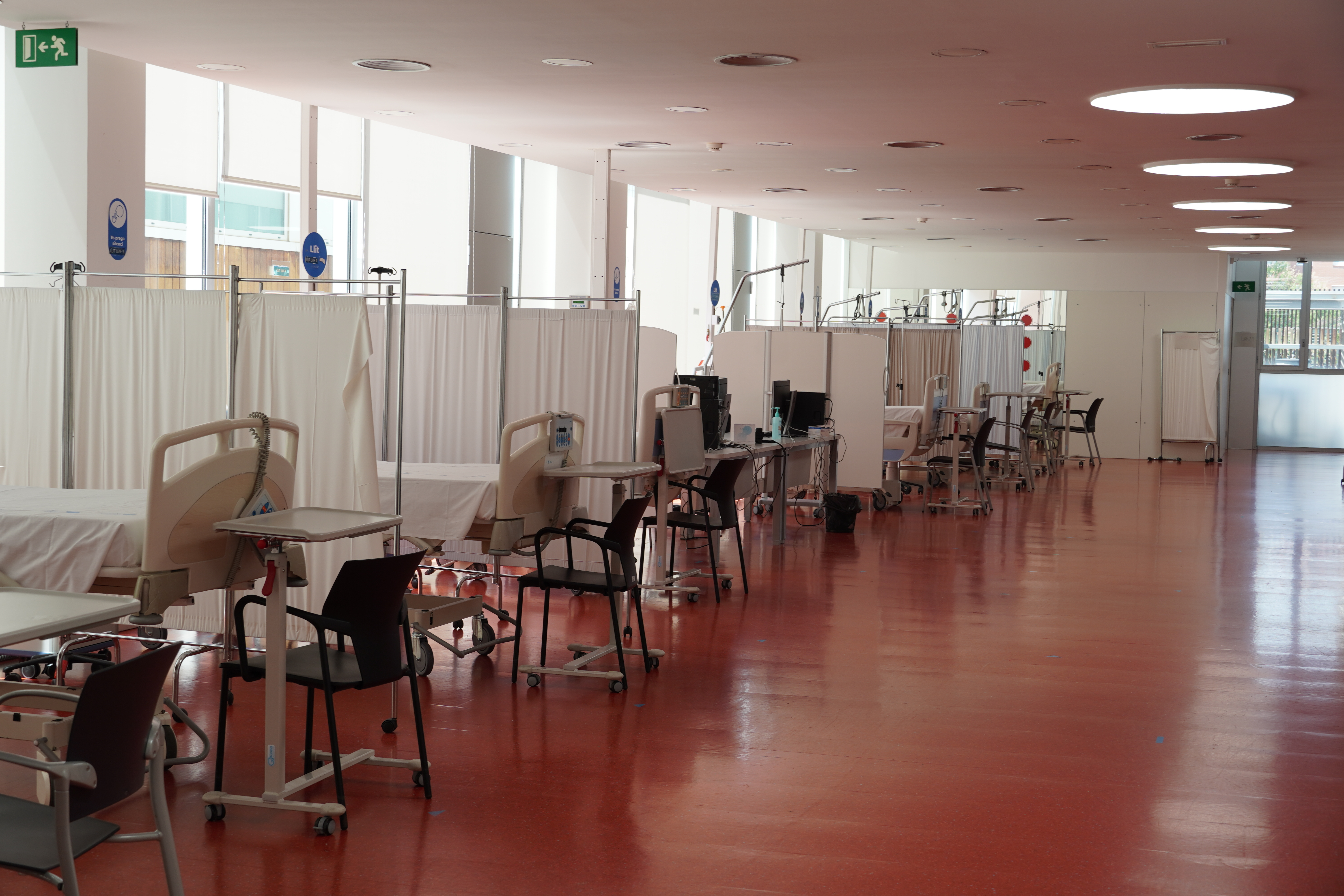
Instal·lacions de l'Hospital de Sant Joan Despí